# Любош Кріжко
Любош Кріжко (9 серпня 1979) — словацький плавець.
Учасник Олімпійських Ігор 2004, 2008 років.